# Līgatne (stacja kolejowa)
Līgatne – stacja kolejowa w miejscowości Augšlīgatne, w gminie Kieś, na Łotwie. Położona jest na linii Ryga - Valga.

## Historia
Stacja powstała w 1889 wraz z uruchomieniem Kolei Pskowsko-Ryskiej. Początkowo nosiła nazwę Ligate (ros. Лигате). W 1927 zmieniono jej nazwę na obecną.

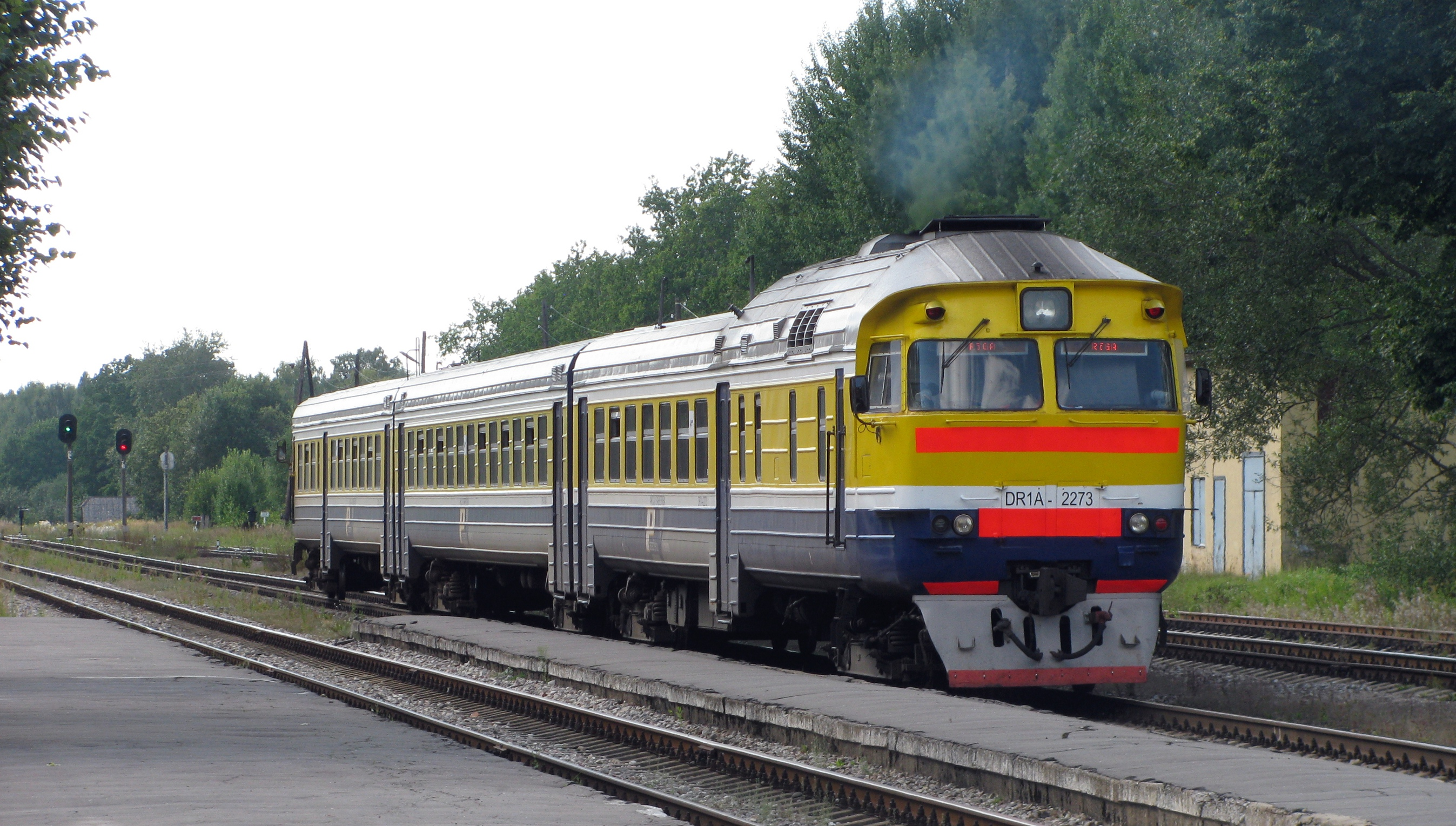
Widok na perony